# Уотлинг, Джон
Джон или Джордж Уотлинг (John / George Watling; ум. 1681) — английский буканьер XVII века. Современники вспоминали, что он никогда не грабил в субботу и не разрешал своей команде играть в этот святой день в карты.
Более всего известен тем, что устроил базу на острове Сан-Сальвадор и назвал его островом Уотлинг. Считается, что этот остров (называемый местным населением Гуанахани) был первым островом Нового Света, увиденным Христофором Колумбом в 1492 году. В 1925 году государство Багамские Острова официально признало Сан-Сальвадор первым увиденным Колумбом островом.

## Мятеж и взятие на себя командования
В 1680—1681 годах Джон Уотлинг плавал под командованием капитана Бартоломью Шарпа на борту «Пресвятой Троицы». Некоторые члены экипажа были недовольны Шарпом. Все пираты сколотили себе состояние под его лидерством, но многие успели всё проиграть. Шарп же не играл и хотел, вернувшись со своим богатством, отойти от дел.
6 января 1681 году на островах Хуан-Фернандес команда подняла мятеж и свергла Шарпа, избрав в качестве его преемника Уотлинга. 12 января к острову подошли три испанских вооружённых судна, и Уотлинг с экипажем вышли в море. Они оставили на острове индейца-мискито по имени Уилл, которого не смогли отыскать перед спешным отплытием. Пираты ждали отплытия испанцев, но те остановились на острове, и 13 января Уотлинг вышел в открытое море.

## Арика
Несколько дней спустя буканьеры решили напасть на богатое испанское поселение Арика, в вице-королевстве Перу. Они нападали на Арику ранее, но не нашли богатств, про которые ходило много слухов. Захваченный индеец предупредил Уотлинга, что Арика сильно укреплена, но Уотлинг подумал, что тот пытается его обмануть, и застрелил его.
Поскольку от побережья до Арики было четыре-пять дней хода, а каждому из 92 пиратов пришлось нести себе воду, они достигли города совершенно истощёнными. Они пытались подойти к поселению втайне, но были замечены испанцами, которые подготовились к защите. 30 января Уотлинг разделил своих людей на две группы, одна с гранатами должна была напасть на форт, а другая на город. Увидев, что в городе гораздо больше людей, Уотлинг вскоре направил все свои силы туда. Пираты неоднократно принуждали испанцев отступать, но, поскольку они были в меньшинстве, им это долго не удавалось. В итоге пираты всё-таки захватили город, и Уотлинг повернул к форту. Испанцы тем временем окружили людей Уотлинга. Совершенно разбитые, пираты бежали, потеряв убитыми несколько человек, в том числе капитана Уотлинга, застреленного при отступлении.